# Stazione di Tarui (Gifu)
La stazione di Tarui (垂井駅?, Tarui-eki) e una stazione ferroviaria situata nella cittadina di Tarui, nella prefettura di Gifu in Giappone. La stazione e gestita dalla JR Central e serve la linea principale Tōkaidō.

## Linee
JR Central
■ Linea principale Tōkaidō

## Struttura
La stazione è costituita da un marciapiede a isola e uno laterale con 3 binari in superficie.
| 1 | ■ Linea principale Tōkaidō | per Ōgaki e Nagoya                                 |
| 2 | ■ Linea principale Tōkaidō | treni provenienti da Sekigahara per Ōgaki e Nagoya |
| 3 | ■ Linea principale Tōkaidō | per Maibara, Kyoto e Osaka                         |

## Stazioni adiacenti
| ≪                        | Servizio                 | ≫                        |
| Linea principale Tōkaidō | Linea principale Tōkaidō | Linea principale Tōkaidō |
| ------------------------ | ------------------------ | ------------------------ |
| Ōgaki                    | Tutti i treni            | Sekigahara               |